# 梭梭
梭梭（学名：Haloxylon ammodendron），亦称“盐木”、“琐琐树”，是苋科梭梭属植物。属于第三纪孑遗植物。

## 形态
落叶灌木或小乔木；小枝对生，具有节；鳞状三角形叶子对生，花小腋生，两性，穗状花序。果实上的萼片形成近圆形之翅。

## 分布
耐干旱，一般生长在中国新疆和内蒙古西部的沙漠地区。梭梭由於根系發達，可以固定流沙，是沙漠造林用的重要植物之一。目前在阿拉善左旗，梭梭林都被圍欄圍起來，以免被動物過度採吃而吃光。
同属另有黑梭梭（Haloxylon aphyllum）和白梭梭（Haloxylon persicum）两种。